# 니시키오카역
니시키오카역(일본어: 錦岡駅 にしきおかえき[*])은 일본 홋카이도 도마코마이시에 위치한 홋카이도 여객철도 무로란 본선의 철도역이다. 역 번호는 H21이며, 혼합식 승강장 2면 3선의 구조를 갖춘 지상역이다.

## 역 주변
- 국도 제36호선
- 도마코마이 신용금고 · 무로란 신용금고 니시키오카 지점
- 도마코마이 코마자와 대학

## 역사
- 1898년 2월 1일 : 홋카이도 탄광 철도의 니시탓푸역으로서 개업. 일반역.
- 1906년 10월 1일 : 홋카이도 탄광 철도의 철도 노선 국유화에 의해, 일본국유철도로 이관.
- 1917년 11월 : 역사 개축.
- 1950년 9월 10일 : 니시키오카역으로 개칭.
- 1952년 : 역사 개축.
- 1980년 5월 15일 : 화물 취급 폐지.
- 1984년 2월 1일 : 소화물 취급 폐지.
- 1987년 4월 1일 : 일본국유철도 분할 민영화에 의해, 홋카이도 여객철도가 승계.

## 인접 역
| 홋카이도 여객철도 무로란 본선 | 홋카이도 여객철도 무로란 본선 | 홋카이도 여객철도 무로란 본선 |
| ----------------------------- | ----------------------------- | ----------------------------- |
| H 22 샤다이 오샤만베 방면     | ■ 무로란 본선                 | 이토이 H 20 도마코마이 방면   |